# Gil de Siloé

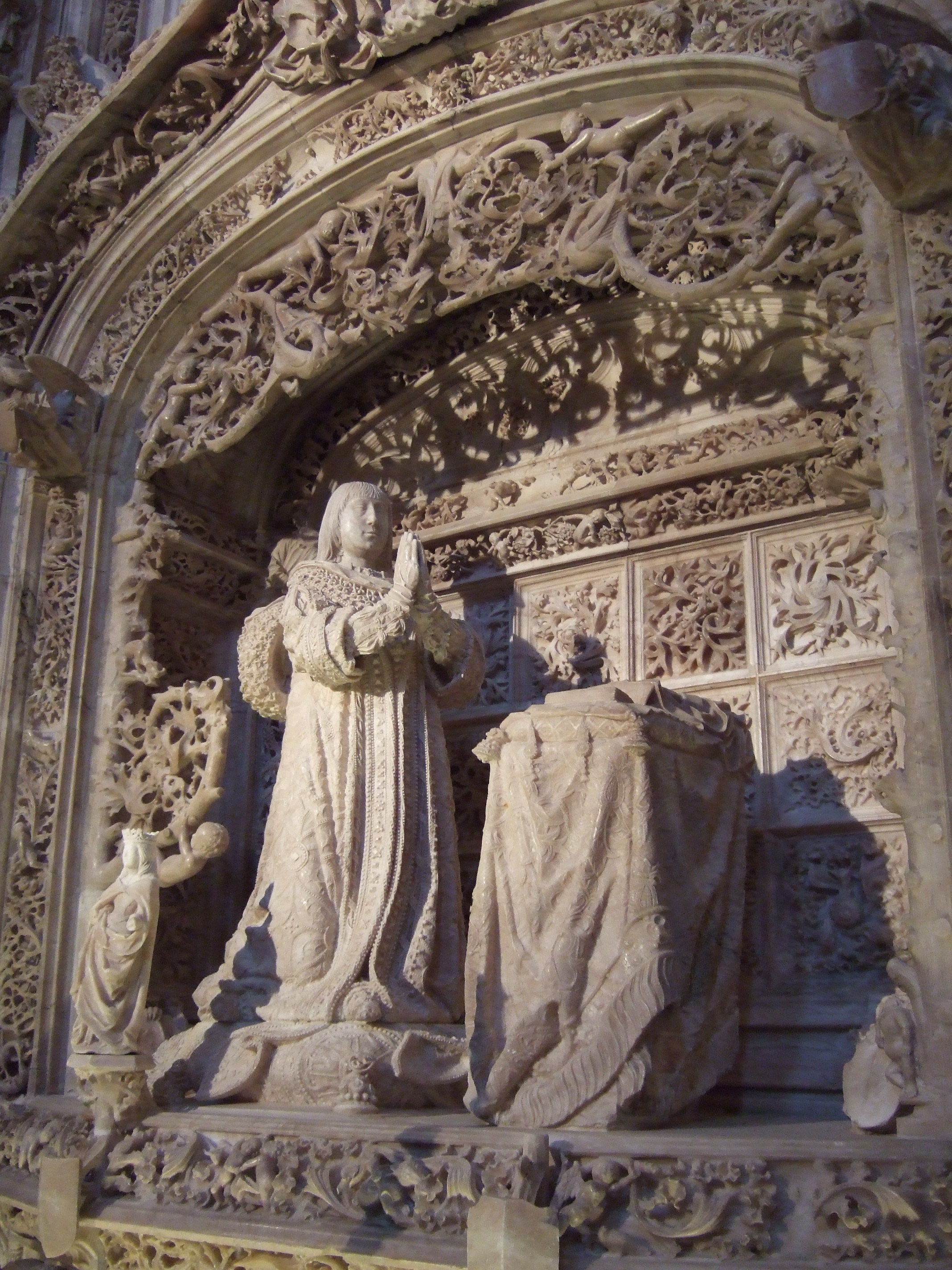
Tombeau d'Alfonso de Castille.

Gil de Siloé (aussi nommé Gil de Siloe ou Gil Siloe), est un sculpteur, probablement d'origine flamande, actif en Castille pendant les deux dernières décennies du XVe siècle.
On sait peu de chose de la vie de Gil de Siloé. Son surnom, Gil d'Anvers, permet de supposer qu'il était originaire de cette ville des Dix-Sept Provinces; mais on le connaît également sous le nom de Gil d'Orléans. La seule certitude est qu'il réalisa la plus grande part de son œuvre à Burgos en Castille, au service des rois catholiques. 
D'un point de vue stylistique, Gil de Siloé est un représentant du style gothique tardif, classé dans le gothique hispano-flamand. Sa manière révèle des influences françaises et flamandes (voire rhénanes). Toute son œuvre connue est concentrée sur une quinzaine d'années, de 1486 à 1501 environ.
Son chef-d'œuvre est un retable en bois de noyer doré et polychromatique, représentant le Christ en croix (1496-1499). Il se trouve dans le chœur de la chartreuse Santa María de Miraflores, à quelques kilomètres de Burgos. Un autre retable, figurant un arbre de Jessé, peut être admiré dans la cathédrale de cette même ville.
Gil de Siloé a aussi réalisé le remarquable gisant en albâtre (1489-1493) d'Isabelle de Portugal et de Jean II de Castille, considéré comme l'un des plus beaux d'Espagne. Juste à côté, se trouve le tombeau de l'infant Alonso. Ces deux mausolées sont également situés dans la chartreuse de Miraflores.
D'autres œuvres, des façades d'églises à Palencia et Valladolid notamment, lui sont attribuées, sans qu'on dispose de documentation suffisante qui l'établisse.
Ces chefs-d'œuvre font de Gil de Siloé le premier grand sculpteur actif en Espagne, après la Reconquista; et l'un des artistes qui contribua le plus au prestige des nouveaux souverains catholiques.
Gil de Siloé est le père de Diego de Siloé.
- Notices d'autorité :   - VIAF
  - ISNI
  - LCCN
  - GND
  - Espagne
  - WorldCat
- Ressources relatives aux beaux-arts :   - Bénézit
  - Musée du Prado
  - MutualArt
  - Royal Academy of Arts
  - Union List of Artist Names